# Santa Cruz Zacatzontetla
Santa Cruz Zacatzontetla är en ort i Mexiko.   Den ligger i kommunen Xaloztoc och delstaten Tlaxcala, i den sydöstra delen av landet, 110 km öster om huvudstaden Mexico City. Santa Cruz Zacatzontetla ligger 2 563 meter över havet och antalet invånare är 758.
Terrängen runt Santa Cruz Zacatzontetla är platt åt nordost, men åt sydväst är den kuperad. Runt Santa Cruz Zacatzontetla är det tätbefolkat, med 257 invånare per kvadratkilometer. Närmaste större samhälle är Tlaxcala de Xicohtencatl, 19,3 km sydväst om Santa Cruz Zacatzontetla. Trakten runt Santa Cruz Zacatzontetla består till största delen av jordbruksmark.